# Strobliola albidipennis
Strobliola albidipennis är en tvåvingeart som beskrevs av Leander Czerny 1909. Strobliola albidipennis ingår i släktet Strobliola och familjen fritflugor. Inga underarter finns listade i Catalogue of Life.